# Bisbat de Tula
El bisbat de Tula (espanyol: Diócesis de Tula , llatí: Dioecesis Tullanensis) és una seu de l'Església Catòlica a Mèxic, sufragània de l'arquebisbat de Tulancingo, i que pertany a la regió eclesiàstica Centro. Al 2014 tenia 1.062.000 batejats sobre una població de 1.334.000 habitants. Actualment està regida pel bisbe Juan Pedro Juárez Meléndez.

## Territori
La diòcesi comprèn la part occidental de l'estat mexicà de Hidalgo.
La seu episcopal és la ciutat de Tula, on es troba la catedral de Sant Josep.
El territori s'estén sobre 8.289 km², i està dividit en 46 parròquies.

## Història
La diòcesi va ser erigida el 27 de febrer de 1961 mitjançant la butlla Postulant quandoque del Papa Joan XXIII, prenent el territori dels bisbats de Tulancingo (avui arquebisbat) i de l'arquebisbat de Mèxic, de la qual era originàriament sufragània.
El 25 novembre 2006 passà a formar part de la província eclesiàstica de l'arquebisbat de Tulancingo.

## Cronologia episcopal
- José de Jesús Sahagún de la Parra (22 de maig de 1961 - 11 de setembre de 1985 nomenat bisbe de Ciudad Lázaro Cárdenas)
- José Trinidad Medel Pérez (22 de maig de 1986 - 4 de març de 1993 nomenat arquebisbe de Durango)
- Octavio Villegas Aguilar (27 d'abril de 1994 - 29 de desembre de 2005 nomenat bisbe auxiliar de Morelia)
- Juan Pedro Juárez Meléndez, des del 12 d'octubre de 2006

## Estadístiques
A finals del 2014, la diòcesi tenia 1.062.000 batejats sobre una població de 1.334.000 persones, equivalent al 79,6% del total.
| any  | població  | població  | població | sacerdots | sacerdots       | sacerdots       | sacerdots             | diaques | religiosos | religiosos | parròquies |
| ---- | --------- | --------- | -------- | --------- | --------------- | --------------- | --------------------- | ------- | ---------- | ---------- | ---------- |
| any  | batejats  | total     | %        | total     | clergat secular | clergat regular | batejats por sacerdot | diaques | homes      | dones      |            |
| 1965 | 310.000   | 320.000   | 96,9     | 31        | 23              | 8               | 10.000                |         |            | 59         | 23         |
| 1970 | 373.305   | 388.305   | 96,1     | 31        | 25              | 6               | 12.042                |         | 13         | 90         | 23         |
| 1976 | 448.000   | 465.000   | 96,3     | 71        | 32              | 39              | 6.309                 |         | 46         | 83         | 24         |
| 1980 | 530.000   | 550.000   | 96,4     | 53        | 38              | 15              | 10.000                |         | 20         | 101        | 24         |
| 1990 | 750.000   | 800.000   | 93,8     | 60        | 49              | 11              | 12.500                | 2       | 14         | 121        | 34         |
| 1999 | 1.170.000 | 1.173.000 | 99,7     | 69        | 61              | 8               | 16.956                |         | 14         | 75         | 35         |
| 2000 | 1.174.680 | 1.175.000 | 100,0    | 68        | 58              | 10              | 17.274                |         | 16         | 81         | 39         |
| 2001 | 1.052.700 | 1.210.000 | 87,0     | 65        | 55              | 10              | 16.195                |         | 15         | 85         | 40         |
| 2002 | 1.052.700 | 1.210.000 | 87,0     | 71        | 59              | 12              | 14.826                |         | 13         | 85         | 43         |
| 2003 | 1.052.700 | 1.210.000 | 87,0     | 79        | 65              | 14              | 13.325                | 1       | 14         | 85         | 38         |
| 2004 | 968.000   | 1.210.000 | 80,0     | 78        | 62              | 16              | 12.410                | 1       | 16         | 85         | 39         |
| 2010 | 1.025.000 | 1.287.000 | 79,6     | 93        | 82              | 11              | 11.021                | 1       | 11         | 111        | 45         |
| 2014 | 1.062.000 | 1.334.000 | 79,6     | 81        | 73              | 8               | 13.111                | 1       | 8          | 96         | 46         |